# Wehrmachtsloch
Das Wehrmachtsloch war im Zweiten Weltkrieg eine Bezeichnung durch Stabsoffiziere der Wehrmacht für ein Gebiet in den deutschen Lagekarten der besetzten Sowjetunion, das rund 100.000 Quadratkilometer im Bereich der Prypjatsümpfe umfasste. Der Name wies darauf hin, dass es in dieser Region keine größeren deutschen Verbände gab. Sowjetische Partisanen bauten das große Wald- und Sumpfgebiet zu einem Hauptstützpunkt und Operationsgebiet ihrer Kampfeinsätze aus.
Die Wehrmachtsführung hielt große Teile dieses Sumpfgebietes für unpassierbar, was sich aber als falsch herausstellte. Die ortskundigen Partisanen führten im Laufe der „Operation Bagration“ sowjetische Truppen durch diese Sumpfgebiete, in denen sie auch Knüppeldämme anlegten, die von Panzern und LKW passiert werden konnten.

## Geographischer Hintergrund
Zwischen der sowjetischen Grenze von 1941 und den drei Städten Leningrad, Moskau und Kiew, die je etwa 1000 Kilometer voneinander entfernt liegen, gibt es keine Bodenerhebung höher als 150 Meter. Da die Flüsse, die diese Ebene durchströmen, parallel zu der Richtung verlaufen, die der deutsche Vormarsch nahm, standen den motorisierten deutschen Einheiten zunächst keine nennenswerten natürlichen Hindernisse mit Ausnahme der Prypjatsümpfe im Weg. Das Gebiet der Prypjatsümpfe war für reguläre militärische Operationen des Zweiten Weltkrieges so ungeeignet, dass es von der deutschen Wehrmacht weitgehend unbesetzt blieb.